# Centra Norte
Centra Norte (acrónimo de Central de Transferencias Norte) es un centro comercial y una central privada de transbordo de pasajeros ubicada en Guatemala. Se encarga de encauzar el flujo de pasajeros del transporte extraurbano del nor-oriente del país al transporte urbano de la Ciudad de Guatemala.
Es impulsado por la Gremial de Industrias de Transportistas Extraurbanos de Nororiente (Gritexnoro) y la empresa guatemalteca Servicios Para Centrales, S.A. en alianza con la constructora colombiana Conconcreto. Se inauguró el 15 de noviembre de 2012.
La estación está ubicada en el norte de la zona 17 de la Ciudad de Guatemala, sobre la carretera al Atlántico Jacobo Arbenz Guzmán en el Kilómetro 8.5.

## Historia
Luego de la construcción del Eje sur del Transmetro, se previó la construcción de una central similar a Centra Sur por parte de la iniciativa privada. En 2007 la empresa Genera previó construir Centra Norte junto con un centro comercial, que llamaría Festival Mall, siendo la presentación concretada a finales del 2008. El proyecto quedó paralizado en 2010 debido a la recesión financiera. Un año después, luego del financiamiento otorgado por inversionistas colombianos, se reanuda la construcción del proyecto, a principios de 2011, pero debido a que la Municipalidad de Guatemala no otorgaba las licencias de construcción, se retrasó más el proyecto. Luego en agosto del mismo año, 5 meses después, dicha municipalidad autoriza el proyecto y se inicia la construcción de la central.
Luego de 14 meses de construcción, se inician operaciones el 15 de noviembre de 2012 en horas de la mañana, y a las 19:00 se inaugura el proyecto. Dicha central cuenta con más de 30 empresas de transporte que se estacionan en sus instalaciones, y más de 50 unidades de Transurbano que trasladan a los usuarios hacia la Ciudad de Guatemala por medio de dos rutas, la 311V que se dirige hacia la estación Plaza Barrios, que comunica con el servicio de Transmetro, y la ruta 311C, que se dirige hacia el Parque Colón, en la zona 1 de la ciudad. También ingresa a las instalaciones de la central la ruta 311, la cual proviene de la colonia "Los Ángeles" zona 25 y se dirige hacia la 4.ª. Avenida y 17 Calle de la zona 1.

## Metroriel
La Central de Transferencias del Norte, será la estación principal al norte de la ciudad, del sistema de tren ligero MetroRiel que actualmente está en construcción, dicho sistema conectará esta central de transporte con la Centra Sur ubicada en la zona 12 de Villa Nueva.